# 单朵垂花报春
单朵垂花报春（学名：Primula klattii）为报春花科报春花属下的一个种。

## 扩展阅读
- 維基物種上的相關：单朵垂花报春